# Азиз Назан
Азиз Назан (роден Абдул Азиз Кунджи Маркар) е индийски певец на плейбек, изпълнител на живо и музикален директор, известен със своите незабравими песни Chadhta Sooraj Dheere Dheere и Jhoom Barabar Jhoom Sharabi. Широко известен като ветеран кауали певец.

## Биография
Роден е на 7 май 1938 г. в Бомбай (днес Мумбай), Британска Индия. Назан е един от най-известните певци на кауали в индийското кино през 1975 г. Назан получава специална награда за филма Qurbani. Той подписва с Грамофонна компания Calcutta, Индия в началото на 60-те години. Назан е композирал музиката за филма Pyaar Ke Raahi на режисьора Атма Рам.
Умира на 8 октомври 1992 г. в Мумбай.